# Dorotea
Dorotea – miejscowość (tätort) w Szwecji, w regionie administracyjnym (län) Västerbotten, siedziba gminy Dorotea.
Według danych Szwedzkiego Urzędu Statystycznego liczba ludności wyniosła: 1491 (31 grudnia 2015), 1366 (31 grudnia 2018) i 1359 (31 grudnia 2019).